# 안의군
| Daedongyeojido (Gyujanggak) 17-04.jpg | Daedongyeojido (Gyujanggak) 17-03.jpg |
| Daedongyeojido (Gyujanggak) 18-04.jpg | Daedongyeojido (Gyujanggak) 18-03.jpg |

안의군은 함양군 안의면, 서하면, 서상면과 거창군 마리면 위천면 북상면에 있던 행정구역이다. 1914년 없어졌다.

## 1914년 이후
- 1914년 3월 1일 행정구역 개편에 따라 안의군(安義郡)이 폐지되어 7개면인 현내(縣內), 황곡(黃谷), 초점(草岾), 대대(大垈), 지대(知代), 서상(西上), 서하(西下)는 함양군으로, 5개면 (동리, 남리, 고현, 북상, 북하)은 거창군으로 편입되었다.
  - 안의면 : 현내, 황곡, 초점면을 안의면으로, 대대, 지대면을 대지면으로 합면하여 기존 안의군의 이름을 따 함양군에 편입되었다. 1933년 대지면을 본 면으로 합면하였다.
  - 서상면, 서하면 : (유지) 함양군에 편입
  - 북상면 : (유지) 거창군에 편입
  - 위천면 : 북하, 고현면을 합면하여 가운데 위천의 이름을 따 거창군에 편입되었다.
  - 마리면 : 동리, 남리면을 합면하여 옛 마리현의 이름을 따 거창군에 편입되었다.

1914년의 행정구역과 현재의 행정구역 비교
| 조선총독부령 제111호 |               |                                                        |
| 구 행정구역 | 신 행정구역   | 신 행정구역                                            |
| 안의군 현내면(縣內面) | 함양군 안의면 | 교북리, 금천동, 이전동, 당본동, 석천리, 월림리         |
| 안의군 황곡면(黃谷面) | 함양군 안의면 | 진목리, 춘전리, 황곡리                                 |
| 안의군 초점면(草岾面) | 함양군 안의면 | 도림리, 초동리                                         |
| 안의군 대대면(大垈面) | 함양군 안의면 | 봉산리                                                 |
| 안의군 대대면(大垈面) | 함양군 대지면 | 귀곡리, 대대리                                         |
| 안의군 지대면(知代面) | 함양군 대지면 | 상원리, 신안리, 하원리                                 |
| 안의군 서상면(西上面) 방지동/옥산동 일부/추하동 일부, 오산동/대로동, 갈현동/도천동 일부, 영동동, 부전동/옥산동 일부/도천동 일부/추하동 일부, 복동/맹동 | 함양군 서상면 | 금당리, 대남리, 도천리, 상남리, 옥산리, 중남리         |
| 안의군 서하면(西下面) 다동/풍평동 일부, 내오동/우전동/봉평동 일부, 거기동/송계동, 마조동/은행동, 호성동/초현동                                         | 함양군 서하면 | 다곡리, 봉전리, 송계리, 운곡리, 황산리                 |
| 안의군 북상면(北上面) 중산동/갈계동 일부, 농산동/갈계동 일부, 병곡동/산수동 일부, 산수동 일부, 개삼벌동/소정동, 양지동, 창선동                         | 거창군 북상면 | 갈계리, 농산리, 병곡리, 산수리, 소정리, 월성리, 창선리 |
| 안의군 북하면(北下面) 당산동, 대정동/어천동, 모동동/모서동/무월동 일부                                                                                 | 거창군 위천면 | 당산리, 대정리, 모동리                                 |
| 안의군 고현면(古縣面) 마항동/강천동, 금곡동/남산동, 강남벌동/상천동, 서말동/장기동                                                                     | 거창군 위천면 | 강천리, 남산리, 상천리, 장기리                         |
| 안의군 동리면(東里面) 창동/지동/말흘동/을동 일부, 신대동/영승동 일부, 상율동/하율동, 월계동/영승동 일부/을동 일부                                      | 거창군 마리면 | 말흘리, 영승리, 율리, 월계리                           |
| 안의군 남리면(南里面) 고대동/고신동 일부, 암대동/동변동/암신동/고신동 일부, 하고동                                                                     | 거창군 마리면 | 고학리, 대동리, 하고리                                 |